# Gekkan Shonen Ace
Gekkan Shōnen Ace (月刊少年エース, Gekkan Shōnen Ēsu) is een Japans mangatijdschrift dat voor het eerst verscheen in 1994.
Het tijdschrift wordt elke 26e van de maand gepubliceerd door Kadokawa Shoten. Het grootste deel van het bijna 1000 pagina's tellende tijdschrift bestaat uit verschillende hoofdstukken uit mangaseries en mangakortverhalen.
Het tijdschrift werd opgericht in 1994 en was aanvankelijk slechts matig succesvol. Toen halverwege de jaren negentig de publicatie van de gelijknamige manga voor de populaire animeserie Neon Genesis Evangelion in Shōnen Ace begon, stegen de verkoopcijfers sterk. Door het succes van Neon Genesis Evangelion volgden er meer mangaseries gebaseerd op anime.
In 2005 was de Shōnen Ace een van de weinige mangabladen die een hogere oplage had dan het voorgaande jaar. In 2009 bedroeg de oplage per nummer 83.334. In 2017 was dit gestegen naar 100.000 exemplaren.
De twee zusterbladen heten 4-Koma Nano Ace en Young Ace.

## Series (selectie)
- Angelic Layer
- Angeloid
- Anne Freaks
- Armed Girl's Machiavellism
- Big Order
- B'tX
- Brain Powerd
- Cicatrice the Sirius
- Deadman Wonderland
- Eureka Seven
- Gamers!
- Girls Bravo
- Goth
- Dog & Scissors
- Mail
- MPD Psycho
- Neon Genesis Evangelion
- Plunderer
- Samurai Champloo
- Sgt. Frog
- The Vision of Escaflowne
- Welcome to the N.H.K.